# Сантьяго-Тустла (муниципалитет)
Сантьяго-Тустла (исп. Santiago Tuxtla) — муниципалитет в Мексике, в штате Веракрус, с административным центром в одноимённом городе. Численность населения, по данным переписи 2010 года, составила 56 427 человек.

## Общие сведения
Муниципалитет назван в честь первооткрывателя и основателя первых поселений Сантьяго Тустлы.
В состав муниципалитета входит 242 населённых пункта, самые крупные из которых:
| Код INEGI | Населённый пункт                         | Численность населения (2005 год) | Численность населения (2010 год) |
| 143       | Всего                                    | 54 939                           | 56 427                           |
| 0001      | Сантьяго-Тустла (административный центр) | 15 225                           | 15 459                           |
| 0081      | Трес-Сапотес                             | 3 190                            | 3 464                            |
| 0072      | Тлапакоян                                | 2 614                            | 2 648                            |
| 0063      | Тапалапан                                | 2 256                            | 2 354                            |

## Достопримечательности
Одной из достопримечательностей муниципалитета является вулкан Сан-Мартин, извергавшийся в 1792 году.